# N-Nitrosamide
| Grundkörper mit blau markierter funktioneller Gruppe  | N-Nitrosamid-Derivate mit blau markierter funktioneller Gruppe |
| N-Nitrosamide                                         | N-Nitrosocarbamate N-Nitrosoharnstoffe N-Nitrosoguanidine      |
| R1 bis R3 sind Wasserstoffatome oder organische Reste |                                                                |

N-Nitrosamide, auch Nitrosamide sind chemische Verbindungen, die wie die N-Nitrosamine zur Gruppe der Nitrosoverbindungen gehören. Sie leiten sich von Säureamiden, beispielsweise Carbonsäureamiden, Sulfonsäureamiden und Kohlensäureamiden, ab, die am Stickstoffatom nitrosiert sind.
Nitrosierte Harnstoffe, Guanidine oder Carbamate sind chemisch reaktive und im Metabolismus instabile Verbindungen, bei denen es sich im Allgemeinen um Karzinogene handelt. In der Diskussion um Verunreinigungen, die aus der Umwelt resultieren, nehmen die N-Nitrosamide im Gegensatz zu den N-Nitrosaminen keinen Stellenwert ein.

## Nutzen
Als Mittel gegen maligne Tumoren werden diverse Chlorethylnitrosoharnstoffe eingesetzt, etwa Carmustin. Vermutungen zur Wirksamkeit gegen Krebszellen basieren auf der Alkylierbarkeit von Guanin-Cytosin-Zentren in den Sequenzen des Erbguts, spezieller den Onkogenen.

## Synthese
N-Nitrosamide lassen sich ausgehend von der Reaktion von N-monosubstituierten Säureamiden und dem, in Anwesenheit starker Säuren aus der salpetrigen Säure hervorgehenden, Nitrosylkation herstellen, hier beispielhaft anhand des N-Methylacetamids (1). Vom Säureamid erfolgt dabei ein nukleophiler Angriff auf das Nitrosylkation. Aus dem entstehenden Kation bildet sich nach der Abspaltung eines Protons ein N-Nitrosamid (2):

## Toxizität
Die Erbgut-schädigende Wirkung der N-Nitrosoverbindungen lässt sich auf die Entstehung reaktiver elektrophiler Teilchen im Metabolismus zurückführen. Durch den spontanen Zerfall von N-Nitrosoharnstoffen im wässrigen Medium des Metabolismus, hier am Beispiel des 1-Methylnitrosoharnstoffs (3), bilden sich Diazonium-, beziehungsweise Carbeniumionen. Der Zerfall erfolgt in Isocyansäure und Methyldiazohydroxid. Durch die Umlagerung zum Diazoniumion und die anschließende Abspaltung von Stickstoff entsteht ein Carbeniumion (4), welches nukleophile Schnittpunkte der DNA alkylieren kann.
Im Organismus kann der Zerfall von N-Nitrosoharnstoffen mit höherem Substitutionsgrad ablaufen. Eine alternative Entstehungsmöglichkeit von Diazonium- und Carbeniumionen ist durch die enzymatische Reaktion von Nitrosaminen gegeben.
Typische Begleiterscheinungen im Rahmen medizinischer Krebsbehandlung mittels N-Nitrosoharnstoffen sind die Beeinträchtigung des Knochenmarks (Schädigung des Stammzellkompartiments), des lymphatischen Gewebes und des Magen-Darm-Trakts.